# سروایور سریز (۲۰۲۰)
سروایور سریز (به انگلیسی: Survivor Series) یک رویداد غیر رایگان (Pay-Per-View) در کشتی حرفه‌ای می‌باشد که توسط کمپانی دبلیودبلیوئی برای هردو برَند راو و اسمک‌دَون تهیه می‌شود و این دوره اش هم در ۲۲ نوامبر ۲۰۲۰ در ام‌وی سنتر شهر اورلاندو ایالت فلوریدا برگزار شد. این سی و چهارمین دوره از سروایور سریز بود.

## زمینه‌سازی
سروایور سریز شامل مسابقاتی بین دشمنی‌های موجود، ماجراهای پیش آمده و استوری‌هایی خواهد بود که پیش از این در برنامه‌های راو یا اسمک داون پخش شده بود. کشتی‌گیرها با توجه به مسابقات یا سری اتفاقاتی که برایشان رخ می‌دهد و تنش را به حد اکثر می‌رساند، نقش منفی یا قهرمان به خود می‌گیرند.

## نتایج
| #                                           | نتایج | نوع مسابقه                            | مدت زمان |
| ------------------------------------------- | --- | ------------------------------------- | -------- |
| ۱پ                                          | د میز پیروز با حذف آخرین نفر یعنی دامینیک میستریو | مسابقه بتل رویال ۱۸ نفره بین برند ها  | ۱۲:۰۰    |
| ۲                                           | تیم راو (ای جی استایلز، کیت لی، شیمس، براون استرومن، و ریدل) (با همراهی اوماس) پیروز در مقابل تیم اسمک‌داون (کوین اونز، جی اوسو، پادشاه کوربین، سث رالینز، و اوتیس)۱   | مسابقه ۵ به ۵ حذفی سروایور سریز       | ۱۹:۲۵    |
| ۳                                           | د استریت پرافیتز (آنجلو داوکینز و مانتز فورد) (قهرمانان تگ تیم اسمک‌داون) پیروز در مقابل د نو دی (کوفی کینگستون و زیویر وودز) (با همراهی بیگ ای) (قهرمانان تگ تیم راو) | مسابقه تگ تیم قهرمان در مقابل قهرمان  | ۷:۰۰     |
| ۴                                           | بابی لشلی (قهرمان کمربند ایالات متحدهٔ راو) (با همراهی ام‌وی‌پی، سدریک الکساندر و شلتون بنجامین) پیروز در مقابل سمی زین (قهرمان کمربند بین قاره‌ای اسمک‌داون)              | مسابقه قهرمان در مقابل قهرمان تک نفره | ۱۰:۰۰    |
| ۵                                           | ساشا بنکس (قهرمان کمربند زنان اسمک‌داون) پیروز در مقابل آسکا (قهرمان کمربند زنان راو)                                                                                  | مسابقه قهرمان در مقابل قهرمان تک نفره | ۱۵:۰۰    |
| ۶                                           | تیم راو (نایا جکس، شینا بیزلر، لانا، لیسی اونس و پیتون رویس) پیروز در مقابل تیم اسمک‌داون (بیانکا بلر، روبی رایت، لیو مورگان، بیلی، و ناتالیا)۲                        | مسابقه ۵ به ۵ حذفی سروایور سریز زنان  | ۲۳:۲۰    |
| ۷                                           | رومن رینز (قهرمان یونیورسال اسمک‌داون) (با همراهی پاول هیمن) پیروز در مقابل درو مکینتایر (قهرمان کمربند دبلیودبلیوئی قهرمانی جهان راو) با تسلیم فنی                    | مسابقه قهرمان در مقابل قهرمان تک نفره | ۲۴:۵۰    |
| - پ – نشان‌دهنده این است که مسابقه در پری–شو | |                                       |          |

### فهرست حذف شده‌ها در مسابقه سروایور سریز
^ 
| حذف شده        | کشتی‌گیر                                                     | حذف شده توسط                                                | نوع حذف                                                     | زمان                                                        |
| -------------- | ----------------------------------------------------------- | ----------------------------------------------------------- | ----------------------------------------------------------- | ----------------------------------------------------------- |
| 1              | سث رالینز                                                   | شیمس                                                        | پین (کاور)                                                  | ۶:۰۵                                                        |
| 2              | کوین اونز                                                   | ای جی استایلز                                               | پین (کاور)                                                  | ۱۲:۲۰                                                       |
| 3              | پادشاه کوربین                                               | ریدل                                                        | پین (کاور)                                                  | ۱۳:۰۵                                                       |
| 4              | اوتیس                                                       | براون استرومن                                               | پین (کاور)                                                  | ۱۷:۰۵                                                       |
| 5              | جی اوسو                                                     | کیث لی                                                      | پین (کاور)                                                  | ۱۹:۲۵                                                       |
| باقی‌مانده(ها): | ای جی استایلز، براون استرومن، کیث لی، ریدل و شیمس (تیم راو) | ای جی استایلز، براون استرومن، کیث لی، ریدل و شیمس (تیم راو) | ای جی استایلز، براون استرومن، کیث لی، ریدل و شیمس (تیم راو) | ای جی استایلز، براون استرومن، کیث لی، ریدل و شیمس (تیم راو) |

^ 
| حذف شده        | کشتی‌گید        | حذف شده توسط   | نوع                | زمان           |
| -------------- | -------------- | -------------- | ------------------ | -------------- |
| 1              | بیلی           | پیتون رویس     | پین (کاور)         | ۹:۵۵           |
| 2              | پیتون رویس     | ناتالیا        | تسلیم              | ۱۱:۴۰          |
| 3              | ناتالیا        | لیسی اونس      | پین (کاور)         | ۱۲:۳۵          |
| 4              | روبی رایت      | شینا بیزلر     | پین (کاور)         | ۱۶:۵۰          |
| 5              | لیسی اونس      | لیو مورگان     | پین (کاور)         | ۱۸:۰۰          |
| 6              | لیو مورگان     | نایا جکس       | پین (کاور)         | ۱۹:۰۵          |
| 7              | شینا بیزلر     | N/A            | صلب صلاحیت         | ۲۲:۲۵          |
| 8              | نایا جکس       | N/A            | شمارش خارج از رینگ | ۲۳:۲۰          |
| 9              | بیانکا بلر     | N/A            | شمارش خارج از رینگ | ۲۳:۲۰          |
| باقی‌مانده(ها): | لانا (تیم راو) | لانا (تیم راو) | لانا (تیم راو)     | لانا (تیم راو) |